# Arrondissement de Malmedy (1816-1920)
L'arrondissement de Malmedy est un arrondissement prussien qui existe de 1816 à 1920 dans la province de Rhénanie. Le siège de l'arrondissement est à Malmedy. La plus grande partie de l'arrondissement appartient à la Belgique depuis 1920 et se trouve aujourd'hui dans l'arrondissement de Verviers en province de Liège. Il appartient aux cantons de l'Est.

## Histoire
L'arrondissement de Malmedy est formé en 1816 dans le district prussien d'Aix-la-Chapelle et est divisé en cinq mairies de Bellevaux, Büllingen, Bütgenbach, Malmedy et Weismes. La région fait à l'origine partie du duché de Limbourg et devient prussienne à la suite du Congrès de Vienne en 1815. Le 1er février 1821, l'arrondissement voisin de Saint-Vith (de), également fondé en 1816, est incorporé à l'arrondissement de Malmedy, ce qui amène dix mairies supplémentaires à l'arrondissement de Malmedy. Avec l'introduction du Code communal de la province de Rhénanie de 1845, la plupart des mairies de l'arrondissement ont été subdivisées en communes. En 1856, Malmedy et Saint-Vith reçoivent le code des villes rhénanes. En outre, au cours du XIXe siècle, la mairie de Thommen est supprimée et celle de Bévercé est créée. L'arrondissement de Malmedy compte à la fin deux villes et 43 autres communes sur une superficie de 813 km² : Aujourd'hui encore, les anciennes bornes belgo-prussiennes rappellent encore l'ancien tracé de la frontière.
| Mairie        | Communes                                                                                        |
| ------------- | ----------------------------------------------------------------------------------------------- |
| Amel          | Amel, Deidenberg, Eibertingen, Heppenbach, Iveldingen, Mirfeld, Möderscheid, Montenau, Schoppen |
| Bellevaux     | Bellevaux                                                                                       |
| Bevercé       | Bürnenville, Géromont, Xhoffraix                                                                |
| Butgenbach    | Berg, Butgenbach, Elsenborn, Faymonville, Nidrum, Sourbrodt, Weywertz                           |
| Bullange      | Bullingen, Honsfeld, Hünningen, Krinkelt, Mürringen, Rocherath, Wirtzfeld                       |
| Krombach      | Krombach                                                                                        |
| Lommersweiler | Lommersweiler                                                                                   |
| Malmedy       | Malmedy (ville)                                                                                 |
| Manderfeld    | Manderfeld                                                                                      |
| Meyerode      | Herresbach, Medell, Meyerode, Valender, Wallerode                                               |
| Droit         | Ligneuville, à droite                                                                           |
| Reuland       | Burg Reuland, Thommen                                                                           |
| Saint-Vith    | Saint-Vith (Ville)                                                                              |
| Schönberg     | Schönberg                                                                                       |
| Waimes        | Ovifat, Robertville, Waimes                                                                     |

À la suite du traité de paix de Versailles, l'ensemble de l'arrondissement est d'abord attribué à la Belgique le 10 janvier 1920. Lors de négociations ultérieures, plusieurs corrections de frontières sont convenues entre le Reich allemand et la Belgique. En conséquence, la commune de Losheim et des parties de la commune de Kehr, qui faisaient partie de la commune de Manderfeld, reviennent dans le Reich allemand le 1er octobre 1921. Losheim devient une commune indépendante dans l'arrondissement de Schleiden (de). L'arrondissement de Malmedy est dissous en Belgique fin 1921.
Pendant l'occupation allemande de la Belgique pendant la Seconde Guerre mondiale entre 1940 et 1944, la zone cédée en 1920 est annexée par le Reich allemand et pendant ce temps réaffectée au district d'Aix-la-Chapelle.

## Évolution de la démographie

### Arrondissement
| Année | Habitants |
| ----- | --------- |
| 1825  | 25 423    |
| 1852  | 30 884    |
| 1871  | 30 171    |
| 1880  | 30 974    |
| 1890  | 30 527    |
| 1900  | 31 502    |
| 1910  | 34 768    |

### Communes
Communes de l'arrondissement de Malmedy de plus de 1000 habitants (au 1er décembre 1910): 
| Commune       | Habitants |
| ------------- | --------- |
| Burg Reuland  | 2.215     |
| Krombach      | 1 598     |
| Lommersweiler | 1.158     |
| Malmedy       | 4 992     |
| Manderfeld    | 1 726     |
| Recht         | 1 429     |
| Saint-Vith    | 2.241     |
| Thommen       | 2 235     |
| Waimes        | 2 260     |

## Administrateurs de l'arrondissement
- 1816–1840 Theodor von Negri (de)
- 1840–1841 Ernst von Frühbuss (de)

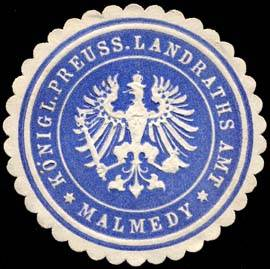
Bureau de l'arrondissement, sceau

- 1842–1853 Franz Ludwig Eugen von Montigny (de)
- 1853–1864 Ernst von Frühbuss (de)
- 1864–1865 Heinrich Alfred Reinick (de)
- 1865–1876 Eduard von Broich (de)
- 1876–1883 Bernhard von der Heydt
- 1883–1889 Oswald von Frühbuss (de)
- 1889–1894 Max Wallraf (de)
- 1894–1899 Karl von Pastor (de)
- 1900–1907 Karl Kaufmann (de)
- 1907–1920 Friedrich Bernard Hubert von Korff (de)
- 1940–1943 Heinz Ehmke (de)
- 1942–1945 Felix Seulen (de)